# José Juan Vázquez
José Juan Vázquez (Celaya, 14 de março de 1988) é um futebolista Mexicano que atua como meia. Atualmente, joga pelo León.
Foi convocado à Copa do Mundo FIFA de 2014.

## Títulos

### Celaya
- Segunda División de México: 2010

### León
- Liga de Ascenso: Clausura 2012
- Liga MX: Apertura 2013, Clausura 2014